# Grote Kerk (Harlingen)
De Grote Kerk is een protestants kerkgebouw in de stad Harlingen in de Nederlandse provincie Friesland.

## Geschiedenis
De huidige kerk werd gebouwd op de plaats van de oude tweebeukige middeleeuwse Michaëlskerk ('Dom van Almenum'), op dezelfde stadsterp. Aan deze kerk gingen twee dorpskapellen vooraf, waarvan de oudste teruggaat tot de 8e eeuw (kerkstichting Almenum in het jaar 777). De romaanse kerk uit ca. 1200 werd in 1772 afgebroken, met uitzondering van de tufstenen kerktoren. De oude preekstoel uit 1604 werd verkocht aan de hervormde kerk van Ballum. De huidige, hoge kruiskerk, met als grondvorm vier gelijke zijden (Grieks kruis), werd na een bouwtijd van drie jaar in 1775 in gebruik genomen op zondag 1 januari. Op deze datum werd tevens de Nieuwe Psalmberijming in Friesland ingevoerd. De geplande vieringtoren kwam niet tot stand. In plaats daarvan bleef de middeleeuwse toren gehandhaafd. Het interieur werd gestukt naar ontwerp van Jacob Otten Husly, die mogelijk ook als vervangend architect optrad na Willem Douwes. Deze ontwierp de Grote Kerk in classicistische stijl, naar voorbeeld van de Bethlehemskirche in Berlijn (1734-1737) met dezelfde portalen, raampartijen, galerijomgangen, tweede galerij en eenheid van orgel en kansel. De hoge galerij functioneerde als weeshuiskraak. 
De kerk in Harlingen ging in 1580 over tot de reformatie. De kerk van Almenum werd bij de fortificatie en uitbreiding van de stad binnen de stadsmuren opgenomen en vergroot met een tweede kerkschip. De kerkvloer van de huidige kerk bevat vele graven, waarvan het grootste deel teruggaat op de oude Michaelskerk. Monumentaal is de eregrafzerk van Christoffel van Sternsee en zijn vrouw Cnier van Ropte uit het derde kwart van de 16e eeuw. Van Sternee was ridder in dienst van Karel V. Het hemelwater van de daken van de kerk werd eertijds opgevangen in grote bassins, die dienden als zoetwaterbron. De kerktoren en het kerkgebouw zijn rijksmonumenten.

## Orgel
Het orgel uit 1776 boven de kansel werd gebouwd door Albertus Antoni Hinsz. In 1864 werden wijzigingen in het orgel aangebracht door Petrus van Oeckelen. Het instrument heeft twee manualen en 34 registers, verdeeld over hoofdwerk, rugpositief en pedaal. In 2011 werd de situatie van 1776 door Flentrop hersteld.

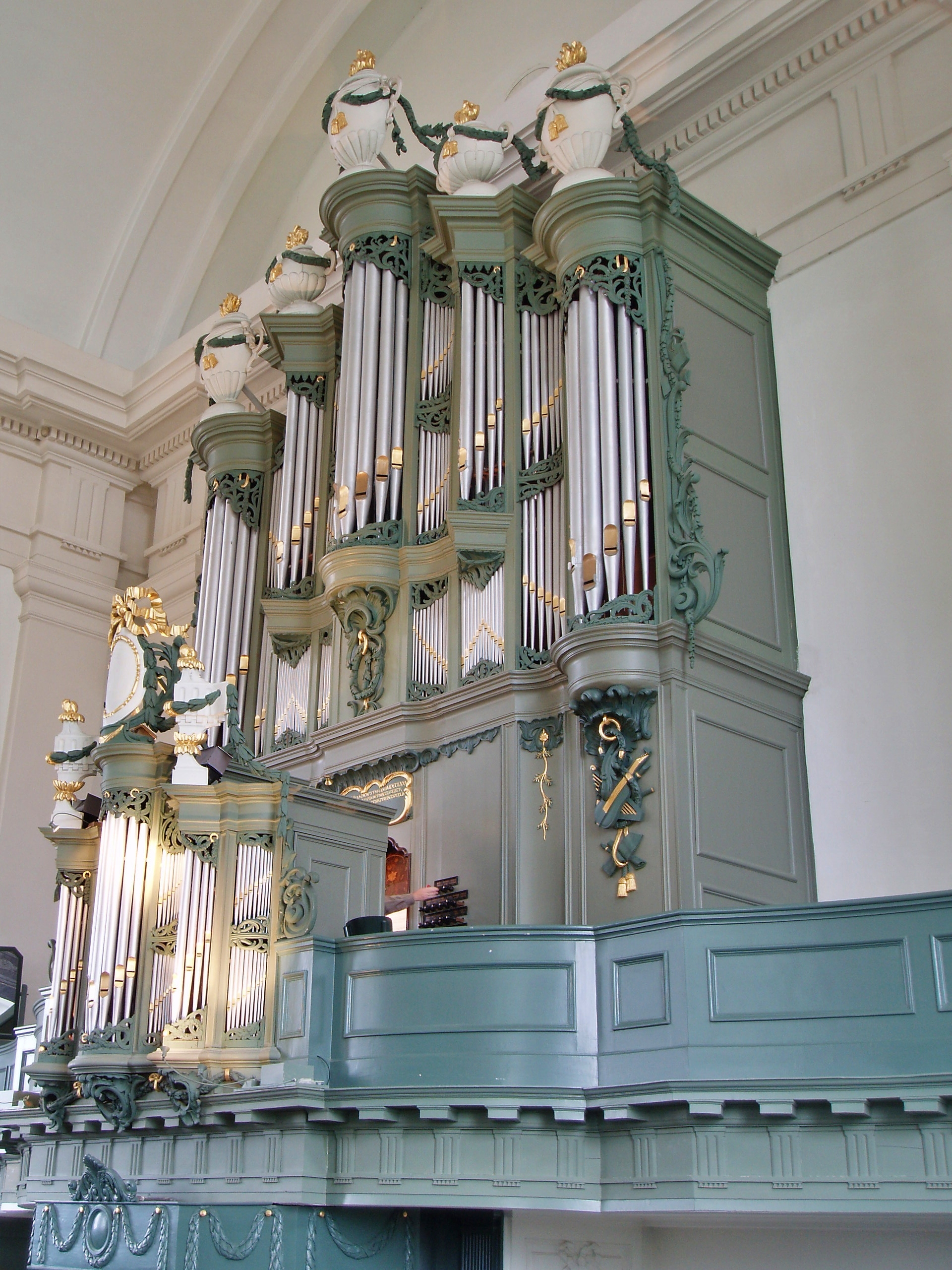
Orgel
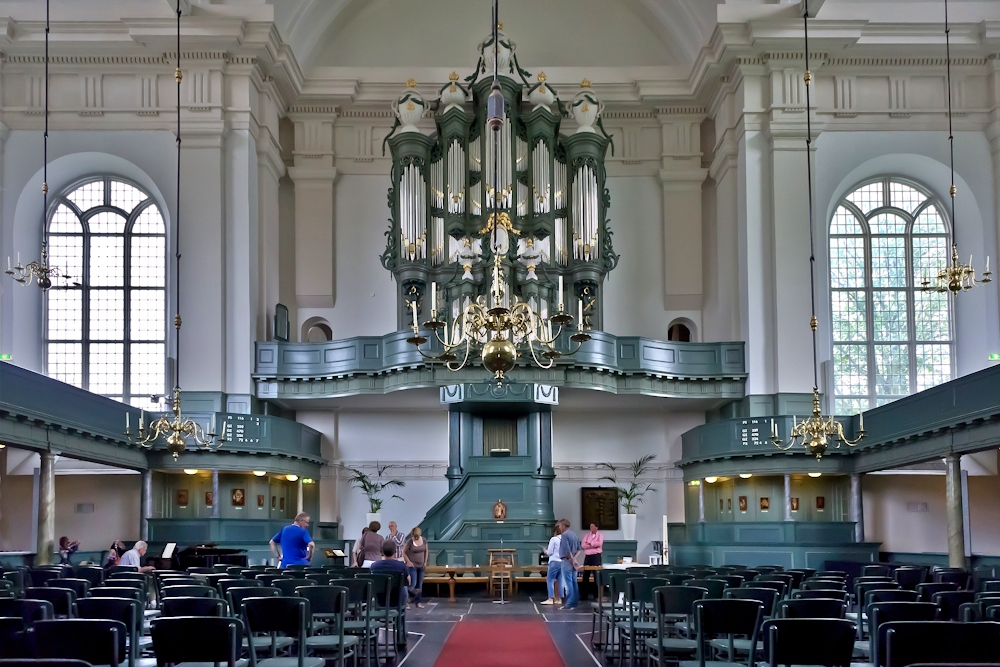
Interieur

Er wordt gekerkt door de protestantse gemeente Harlingen-Midlum. Hiertoe behoort ook de Nicolaaskerk te Midlum.